# Aleksiej Gribow
Aleksiej Nikołajewicz Gribow (ros. Алексе́й Никола́евич Гри́бов; ur. 18 stycznia?/31 stycznia 1902 w Moskwie, zm. 26 listopada 1977 tamże) – radziecki aktor filmowy, teatralny i głosowy. Ludowy Artysta ZSRR (1948).
Został pochowany na Cmentarzu Nowodziewiczym w Moskwie.

## Wybrana filmografia

### Filmy fabularne
- 1935: Miłość w czołgu jako Gorbunow, dowódca batalionu czołgów
- 1941: Pierwsza Konna
- 1944: Pojedynek[2]
- 1946: Przysięga jako Klimient Woroszyłow
- 1950: Śmiali ludzie[3]
- 1950: Tajna misja jako generał radzieckiego wywiadu
- 1951: Drużyna[4]
- 1951: Donieccy górnicy
- 1957: Chłopiec z Gutaperki[5]
- 1960: Martwe dusze[6]
- 1960: Niewidomy muzyk[7]
- 1960: Miłość Aloszy[8]
- 1961: Tata, mama, córka i zięć[9]
- 1961: Tygrysy na pokładzie jako kapitan Wasilij Wasiljewicz
- 1968: Zakręt szczęścia jako Kiriił Połotiencew

### Filmy animowane
- 1951: Noc wigilijna jako narrator
- 1952: Kasztanka jako Pan Georges
- 1954: Królewna żabka
- 1962: Dwie bajki jako Niedźwiedź
- 1967: Bajka o złotym koguciku
- 1975: Konik Garbusek jako Car

## Nagrody i odznaczenia
- Złoty Medal „Sierp i Młot” Bohatera Pracy Socjalistycznej (2 lutego 1972)[10]
- Zasłużony Artysta RFSRR
- Ludowy Artysta RFSRR
- Ludowy Artysta ZSRR
- Nagroda Stalinowska
- Order Lenina
- Order Rewolucji Październikowej
- Order Czerwonego Sztandaru Pracy